# عدم المساواة بين الجنسين في الولايات المتحدة
عدم المساواة بين الجنسين في الولايات المتحدة قد اخذت بالتضاؤل على مدى التاريخ والكثير من التطورات المهمة جرت ناحية المساواة بين الجنسين منذ اوائل القرن العشرين. ومع ذلك، على الرغم من هذا التقدم، عدم المساواة بين الجنسين في الولايات المتحدة لا تزال مستمرة في الكثير من المجالات، بما في ذلك التفاوت في التمثيل السياسي للمرأة ومشاركتها، والتمييز الوظيفي، والفجوة في الأجور بين الجنسين، والتوزيع غير المتساوي للعمل المنزلي. في السنوات ال 20 الماضية كانت هناك قضايا الناشئة للفتيان / الرجال، وهي فجوة الإنجاز والتحصيل في التعليم هو موضوع مثير للنقاش. إن التخفيف من عدم المساواة بين الجنسين كام هدفاً لعدة تشريعات مهمة منذ عام 1920 ومستمرة حتى يومنا هذا. اعتباراً من عام 2012، المنتدى الاقتصادي العالمي وضع الولايات المتحدة في المرتبة ال22 كأفضل دولة من حيث مساواة بين الجنسين من أصل 135 بلداً.

## قضايا حالية متعلقة بالمرأة

### المشاركة السياسية
مركز المرأة والسياسة الأمريكية قدمت تقرير في عام 2013 بأن احتلال المرأة لـ18.3% من مقاعد الكونغرس و 23% من المكاتب الانتخابية في عموم الولايات قد ازداد بثبات. كما ان المرأة قد احتلت في 2013 ما يعادل 24.2% من مشرّعين الولايات في الولايات المتحدة. من بين 100 أكبر دول في الولايات المتحدة 10 نساء احتلوا منصب المحافظ في عام 2013.
في عام 1977 قدمت البرفيسورة المتخصصة بالعلوم السياسية سوزان ويلتش ثلاث تفسيرات محتملة للتمثيل الناقص للمرأة في السياسة في الولايات المتحدة: الأول, ان النساء قد تربوا اجتماعياً ليتجنبوا العمل في السلك السياسي؛ الثاني, أن مسؤوليات المرأة في المنزل تبقيهم بعيداً عن الخوض في العمل خارج المنزل عموماً والميدان السياسي خصوصاً؛ والثالث, أن نسبة النساء في المجموعات السكانية أكثر من الرجال مقارنةً بنسبة المشاركات السياسية لكليهما.
في عام 2001, قدمت مارغريت كونواي، بروفسورة في العلوم السياسة في جامعة فلوريدا، أيضاً ثلاث تفسيرات محتملة في استمرار التفاوت بين الجنسين: الأول, كان يشبه تفسير ويلتش الأول، القاعدة الاجتماعية والمجتمعية لا تشجع النساء على الترشح؛ الثاني, النساء يكتسبون المهارات الضرورية لاحتلال منصب قيادي سياسي بشكل اقل بكثير من الفعاليات الغير سياسية الأخرى؛ والثالث, أسلوب القمع في السياسة الحزبية تمنع النساء من الترشح للمناصب السياسية.

## وصلات خارجية
- New report documents persistent gender inequalities in U.S. media